# São Bartolomeu de Regatos
São Bartolomeu dos Regatos es una freguesia portuguesa perteneciente al municipio de Angra do Heroísmo, situado en la Isla Terceira, Región Autónoma de Azores. Posee un área de 26,44 km² y una población total de 1569 habitantes (2001). La densidad poblacional asciende a 59,3 hab/km². La freguesia se encuentra a 22 m s. n. m. Se encuentra a 10 kilómetros del centro de Angra do Heroísmo. La freguesia se formó tras el desmembramiento de la de Santa Bárbara. En 1500 se construyó una capilla, ampiada posteriormente y elevada a la categoría de Iglesia Matriz.
- Datos: Q1999475
- Multimedia: São Bartolomeu de Regatos (Angra do Heroísmo) / Q1999475

1. ↑  Worldpostalcodes.org,código postal n.º 9700-579.